# Nebraspis
Nebraspis là một chi bọ cánh cứng trong họ Chrysomelidae.
Chi này được miêu tả khoa học năm 1913 bởi Spaeth.

## Các loài
Các loài trong chi này gồm:
- Nebraspis corticina (Boheman, 1850)
- Nebraspis viridimetallica Borowiec, 1999